# Capadero, Guanajuato
Capadero är en ort i Mexiko.   Den ligger i kommunen San Miguel de Allende och delstaten Guanajuato, i den centrala delen av landet, 250 km nordväst om huvudstaden Mexico City. Capadero ligger 1 883 meter över havet och antalet invånare är 176.
Terrängen runt Capadero är huvudsakligen platt, men söderut är den kuperad. Runt Capadero är det ganska tätbefolkat, med 96 invånare per kvadratkilometer. Närmaste större samhälle är San Miguel de Allende, 12,7 km öster om Capadero. Trakten runt Capadero består i huvudsak av gräsmarker.